# Западное (Акмолинская область)
Западное (каз. Западное) — упраздненное село в Жаркаинском районе Акмолинской области Казахстана. В 2009 году переведено в категорию иных поселений, включено в состав села Пригородное. Код КАТО — 115463105.

## География
Село располагалось в 45 км на запад от центра района города Державинск, в 44 км на запад от села Пригородное.

## Население
В 1989 году население села составляло 843 человек (из них русских 34%).
В 1999 году население села составляло 378 человек (178 мужчин и 200 женщин). По данным переписи 2009 года, в селе проживало 30 человек (15 мужчин и 15 женщин).
| Численность населения | Численность населения | Численность населения |
| 1989                  | 1999                  | 2009                  |
| --------------------- | --------------------- | --------------------- |
| 843                   | ↘378                  | ↘30                   |